# Beutelmühlgraben
Der Beutelmühlgraben ist ein Zufluss des Kleinen Brombachsees bei Pfofeld im mittelfränkischen Landkreis Weißenburg-Gunzenhausen. Vor der Anlegung des Fränkischen Seenlands mündete das Gewässer weiter nordöstlich bei der namengebenden Beutelmühle auf heute vom See überschwemmtem Gebiet von rechts in den Brombach.

## Verlauf
Der Beutelmühlgraben tritt aus einem kleinen Weiher auf einer Höhe von 419 m ü. NHN östlich von Langlau aus. Er fließt beständig in nordöstliche Richtung. Er mündet nach einem Lauf von rund 600 Metern zwischen Wald am rechten und meist Ackerland am linken Ufer auf einer Höhe von 411 m ü. NHN nordöstlich von Langlau in den Kleinen Brombachsee.